# 武内伸允
武内 伸允（たけうち のぶよし、1936年9月3日 - 2000年7月6日）は、日本の経営者。東洋信託銀行社長を務めた。愛媛県出身。

## 経歴
1960年に東京大学経済学部経済学科を卒業し、同年に東洋信託銀行に入行。1985年6月に取締役に就任し、1987年6月に常務、1991年6月に専務を経て、1993年3月から1999年3月までに社長を務めた。
2000年7月6日に心不全のために死去。63歳没。